# Lood- en Zinkpletterij Hamburger
De Lood- en Zinkpletterijen v/h A.D. Hamburger was een Nederlands (familie)bedrijf, opgericht te Utrecht met na zes jaar de hoofdvestiging in de Utrechtse wijk Lombok aan de huidige Damstraat. In de loop van de bedrijfshistorie werden diverse branchegenoten elders in den lande overgenomen en kwamen er zelfstandige afsplitsingen, waarvan sommige onder de naam Hamburger. De enig overgebleven opvolger is het huidige Uzimet.

## Oorsprong
De Joodse kleinmetaalhandelaar, later koopman en aannemer Abraham David Hamburger richtte in 1866/'67 een stoomloodpletterij annex buizenperserij op in een pand aan de Oudegracht. In 1872 verplaatste hij het bedrijf naar een nieuw complex aan de Leidse Rijn. Hier kwam in 1875 ook een inrichting bij voor het smelten en walsen van zink. Het ging goed met de onderneming. Hamburger verkreeg in 1874 vergunning voor het voeren van het koninklijk wapen. Het bedrijf werd voortdurend uitgebreid en gemoderniseerd. In 1877 verwierf Hamburger een werkplaats aan het Damrak te Amsterdam en in dezelfde periode werd het naburige complex van de schroevenfabriek Van Heukelom & Verweij verworven. In 1889 zijn er 113 personen werkzaam.

## Splitsing en fusie
Na de dood van de oprichter, in 1891, zetten zijn vier zoons de zaken voort. In 1896 verwierf de firma de loodpletterij en buizenperserij van de Wed. van der Putten en zoon te Rotterdam, in 1900 richtte Hamburger een loodgieterij te Amsterdam op. In 1901 werd de onderneming omgezet in een nv (maatschappelijk kapitaal f 510.000) met drie directeuren: A.E., J. en Mr.  J. Adz Hamburger.
Verschil van inzicht leidde in 1913 tot een afsplitsing; de erven A.E. Hamburger richtten aan het Merwedekanaal een loodbewerkingsbedrijf op, de Utrechtsche Walswerken. De oudste zoon, David (sinds 1891 met een eigen metaalhandel in Amsterdam gevestigd) startte in 1906 in Rijswijk (Zuid-Holland) met een loodpletterij annex buizenperserij onder de naam Zuid-Hollandsche Pletterijen.
Na 1945 kwam er weer een enkel Hamburgerbedrijf tot stand. De Utrechtse Walswerken werden in 1956 opgeheven, de Zuid-Hollandse Pletterijen kwamen in 1972 in bezit van de Utrechtse tak. Er waren toen twee productielocaties onder de naam Hamburger. In 1976 kwam het tot een scheiding van activiteiten: de handelspoot ging in Utrecht verder onder de oude naam Hamburger, de productie werd geconcentreerd in Rijswijk onder de naam Uzimet, ontleend aan Utrechtse Zink Metaal.
Sedert 1994 maakt Uzimet deel uit van de Calder Group. Deze groep richt zich op bladlood voor de bouw, voor stralingsbescherming en voor de machinebouw en automobielindustrie. Uzimet recycleert lood voor 100%, volgens de cradle-to-cradlegedachte, en produceert voornamelijk bladlood, spouwlood en ballastlood. Uzimet recycleert anno 2024 ruim 16 kton lood per jaar. 

## Milieugevolgen
Al deze bedrijfsactiviteiten leidden tot aanzienlijke milieuverontreiniging. In Utrecht stierf het vee in de (toen nog) omringende weilanden en werd de melk ondrinkbaar. Geleidelijk aan nam de bewoning in de directe omgeving van de fabriek toe. In 1975 werd de fabriek, toen eigendom van Jacques Adriaan Hamburger, gesloten. In 1986 werden de gebouwen gesloopt. Er werd 40.000 ton vervuilde grond verwijderd; op het terrein zijn vervolgens woningen gebouwd.
Hedendaags:
Douwe Egberts ·
HUBO ·
Koninklijke Jongeneel ·
Mediq ·
UMS Pastoe ·
Rabobank ·
Stork ·
Strukton ·
Vitens ·
WE

Niet meer bestaand:
Charles Vögele ·
De Korenschoof ·
De Landbouw ·
Demka ·
ElectroRail ·
GVU ·
Batterijenfabriek Herberhold ·
Hooghiemstra ·
Gemeentelijke Gasfabriek ·
Jan Jongerius N.V. ·
N.V. L B Kagenaar ·
Lood- en Zinkpletterij Hamburger ·
Lubro ·
Machinefabriek Jaffa ·
Nieaf ·
Olland · 
Pannevis · 
PEGUS ·
N.V. Philips Lasstavenfabriek ·
PUEM ·
Systeem Coq ·
Van Boekhoven - Bosch ·
Werkspoor